# السرقة من السراقين
السرقة من السرّاقين: كيف شكلت العمارة الإسلامية أوروبا (بالإنجليزية: Stealing from the Saracens: How Islamic Architecture Shaped Europe)‏ هو كتاب غير خيالي للكاتبة البريطانية ديانا دارك ونشرته شركة هيرست وشركاه في عام 2020. تفصل دارك في هذا الكتاب تأثيرات عمارة الشرق الأوسط على العمارة الأوروبية.

## المحتوى
تخصصت دارك في اللغتين الألمانية والعربية من جامعة أكسفورد، لكنها فضلت ألا تعمل في الأوساط الأكاديمية، بل أن تعمل كصحفية في دمشق، حتى بداية الحرب الأهلية. في أبريل/نيسان 2019 بعد حريق كاتدرائية نوتردام في باريس، استلهمت فكرة تأليف الكتاب بعد أن أشارت إلى اعتقادها أن كنيسة نوتردام وبقية العمارة القوطية الأخرى تستند إلى كنيسة قلب لوزة في سوريا، والتي بناها المسيحيون البيزنطيون في القرن الخامس.
يتعقب الكتاب الأشكال المعمارية القوطية المأخوذة من العمارة الإسلامية، من القوس المدبب إلى قبة الصخرة في القرن السابع، والهيكل المضلّع إلى الجامع الكبير في قرطبة في القرن 10 الأندلس. تم وصف نوافذ كاتدرائية سان دوني بأنه يمكن تتبعها إلى العالم الإسلامي عن طريق ميناء أمالفي الإيطالي الثري ثم دير مونتيكاسينو ودير كلوني في البندقية وهو ميناء إيطالي آخر يتاجر مع الشرق، حيث تجاوز التأثير الهندسة المعمارية فقط، فالنساء المحليات كن يرتدين ملابس تشبه النقاب. يُستشهد بالسير كريستوفر رن، المعروف بتصميم كاتدرائية القديس بولس في لندن، بتصريحه بأن العمارة القوطية يجب أن تسمى العمارة السراسينية.
عنوان الكتاب عبارة عن تورية تهكّمية حول النظرية القائلة بأن الاسم الذي أطلقه الأوروبيون في العصور الوسطى على المسلمين وهو «سراسين» جاء من كلمة السرقة العربية.

## الاستقبال
كان الكتاب قبل صدوره موضوع مقال في صحيفة الغارديان لمراسل الهندسة المعمارية 《أوليفر وينرايت》 بعنوان «المعالم المنهوبة: كيف سُرقت نوتردام وبيج بن وسانت مارك من الشرق». 
ذكرت المراجعات اللاحقة هذه المقالة وكيف أثار عنوانها الاهتمام بالكتاب بسبب الجدل، لكنها وصفتها أيضاً بأنها مفرطة التبسيط وغير ممثلة لمحتويات الكتاب. أشارت مراجعة في مجلة دير تاجشبيجل الألمانية إلى أن الكتاب تزامن مع الجدل الدولي حول آيا صوفيا في إسطنبول، وهي كنيسة ومسجد سابقان تم تحويلهما إلى متحف وحديثاً إلى مسجد. على عكس عنوان 《وينرايت》، تجادل دارك بأن الثقافة مترابطة وأن الهندسة المعمارية لا تنتمي إلى ثقافة واحدة. وتذكر في كتابها كيفية قيام المسلمين بتكييف بعض العناصر من الآثار اليونانية والرومانية في الشرق الأوسط.
وصف بعض المراجعين أن اقتباس دارك لكرستوفر رن بأنه خارج عن السياق فكتب فوغان هارت أستاذ الهندسة المعمارية في جامعة باث ومؤلف كتاب عن التأثيرات الشرقية على رن:«رن كان لديه أسباب تتعلق بالمصلحة الذاتية لتقديم هذا الادعاء، ولم يكن يعرف سوى القليل عن المباني العربية». في مجلة آسيان ريفيو للكتب، كتب بيتر جوردون أن كلام رن عن العمارة القوطية كان في الواقع ازدراء، على الرغم من أن القبة المزدوجة في سانت بول تعتبر من أصل شرق أوسطي. انتقد 《آرون بيتسكي》 مدير مدرسة الهندسة المعمارية والتصميم في كلية فرجينيا للتكنولوجيا للهندسة المعمارية والدراسات الحضرية، الفرضية القائلة بأن فيليبو برونليسكي أسس تصميم كاتدرائية فلورنسا من النصوص العربية.
كتب هارت أن مقارنة دارك بين ساعة بيج بن ومئذنة الجامع الكبير في حلب المدمرة الآن ليس لها أي دليل على التأثير المباشر ويمكن أن تشتت الانتباه عن حجتها. وصف الناقد المعماري روان مور من ذا أوبزرفر هذا بأنه مثال على بعض الحجج غير المقنعة في الكتاب. جادل جوردون بأن بدء الكتاب بكنيسة قلب لوزة غير دقيق لأن المبنى مسيحي وسابق للإسلام، بينما كانت الفسيفساء والزجاج الملون وأبراج الجرس في أوروبا قبل أن يبدأ هذا الدين.

## وصلات خارجية
السرقة من العرب: هكذا شكّلت العمارة الإسلاميّة أوروبا